# Aleš ze Šternberka
Aleš (též Albrecht) ze Šternberka, odjinud z Bojkovic byl český šlechtic, který pocházel z moravské větve rodu Šternberků.

## Život
Jeho otcem byl otcem byl Albrecht ze Šternberka na Úsově a Bzenci, jeho bratrem Vilém ze Šternberka. A byl to právě jeho bratr, se kterým držel roku 1353 Čejkovice, což je datum první písemné zmínky o těchto sourozencích. 
Mezi roky 1358 a 1360 získali bratři od svého bratrance Albrechta Aleše ze Šternberka panství Zlín a roku 1360 drželi panství Světlov. V tomto období se dostali do rozepře s cisterciáckým opatstvím ve Vizovicích, když zabírali jejich vesnice. Rozepře se dostala až k papeži do Avignonu, který v březnu 1361 nechal celou věc vyšetřit. Spory se však táhly až do roku 1367, kdy celou věc vyřešil jejich bratranec biskup Albrecht Aleš ze Šternberka. Bratři se majetkově oddělili až před rokem 1371, Aleš obdržel Světlov, Vilém Zlín a Čejkovice. 
Aleš se nadále uvádí na listinách, pravidelně zajížděl k zemským sněmům do Brna a do Olomouce. V roce 1378 zapsal Aleš věno své ženě Anežce na Boršicích a Vnorovech. 
Aleš zemřel roku 1383 a zanechal po sobě dceru Elišku. Jelikož neměl mužského potomka, majetek převzal jeho bratr Vilém.